# Carl Wilhelm von Siemens
Carl (Karl) Wilhelm von Siemens (Sir William Siemens) (ur. 4 kwietnia 1823 w Lenthe k. Hanoweru, zm. 19 listopada 1883 w Londynie) – niemiecki wynalazca i przemysłowiec.
Uczył się prywatnie, następnie w szkole komercyjnej w Lubece i szkole technicznej w Magdeburgu, później studiował chemię, fizykę i matematykę na uniwersytecie w Getyndze. Pracował w Hamburgu, gdzie postanowił zająć się procesem powlekania elektrolitycznego. W marcu 1843 wyjechał na krótko do Anglii, a w lutym 1844 osiadł tam na stałe, w 1859 przyjął brytyjskie obywatelstwo. W 1856 wraz z bratem Friedrichem zbudował piec z regeneracją ciepła spalin, który znalazł zastosowanie do przemysłowej produkcji szkła, i który został wykorzystany przez Pierre'a-Émile'a Martina do budowy pieca służącego do wytopu stali - pieca martenowskiego. W 1862 został członkiem Royal Society. Pracował również nad oświetleniem elektrycznym, telegrafem elektrycznym i trakcją elektryczną. W 1883 otrzymał tytuł szlachecki.